# Rich Dad, Poor Dad

Bìa cuốn sách "Cha giàu, cha nghèo.

Rich Dad, Poor Dad (Cha giàu, Cha nghèo) là cuốn sách bán chạy nhất của Robert Kiyosaki. Trong đó, ông bày tỏ thái độ ủng hộ cho sự độc lập về tài chính nhờ đầu tư, bất động sản, kinh doanh và sử dụng tài chính hợp lý.
Rich Dad, Poor Dad được viết theo lối kể những câu chuyện của chính tác giả nhằm làm người đọc thấy vấn đề tài chính thật thú vị. Vấn đề chính mà Kiyosaki muốn nói là làm chủ một hệ thống kinh doanh còn tốt hơn làm một nhân viên làm thuê cho người khác.

## Tóm tắt
Cuốn sách là một câu chuyện, chủ yếu nói về sự giáo dục mà Kiyosaki đã nhận được tại Hawaii.
Người cha nghèo trong câu chuyện là cha ruột của Kiyosaki, có bằng PhD, tốt nghiệp từ Đại học Stanford, California và đại học Northwestern, với tất cả sự uyên thâm đó, ông trở thành người đứng đầu ngành giáo dục bang Hawaii. Theo cuốn sách, ông được mọi người rất tôn trọng cho tới khi, giai đoạn cuối sự nghiệp, ông quyết định chống lại thống đốc bang Hawaii. Điều đó trực tiếp khiến người cha nghèo mất việc, và không bao giờ còn khả năng tìm lại được công việc có vị trí như vậy nữa. Bởi vì ông chưa bao giờ được học về cách tự do về tài chính, thay vì phụ thuộc hoàn toàn vào trợ cấp chính phủ (một người làm thuê), ông chìm trong nợ nần chồng chất và cuối cùng ông đã qua đời một cách vô cùng cay đắng.
Đối lập với nhân vật đó là người cha giàu, ba của người bạn thân nhất, Michael. Người cha giàu bỏ học từ lớp 8, nhưng lại trở thành một triệu phú. Ông dạy Kiyosaki và Michael rất nhiều bài học về tài chính, và luôn nói rằng các cậu phải học để tiền làm việc cho họ chứ đừng tiêu hết tiền kiếm được cho cuộc sống hàng ngày, giống như những nhân công của người cha giàu, cũng như người cha nghèo, và hầu hết mọi người trên thế giới.
Cuốn sách đã nêu bật vị trí khác nhau của đồng tiền, sự nghiệp và cuộc đời hai người đàn ông, và họ đã làm thế nào để thay đổi các quyết định trong cuộc đời của Kiyosaki.

## Các chủ đề
Một vài chủ đề trong cuốn sách:
- Tầm quan trọng của trí thông minh tài chính
- Học cách kiếm tiền

Kiyosaki nói rằng người giàu có cách nghĩ khác khi họ định nghĩa những từ đơn giản như tài sản và giàu, và họ cảm thấy giàu có là thế nào. Tác giả giải thích rằng ông định nghĩa một tài sản như những thứ có thể đem lại thu nhập (chẳng hạn tài sản cho thuê: cổ phần hay phiếu ghi nợ), còn một tiêu sản là thứ đem lại tổn phí (chẳng hạn chiếc xe riêng).
Người giàu biết cách mua "tài sản" thực sự. Kiyosaki cho rằng người nghèo mua "tiêu sản" mà họ cứ nghĩ đó là "tài sản", do đó không thể đem lại cho họ chút tiền hay giá trị kinh tế nào.
Theo Kiyosaki, sự giàu có được đo bằng số ngày mà tài sản của bạn đem lại thu nhập duy trì cuộc sống bạn nếu bạn không làm việc nữa, và trí thông minh tài chính đạt được khi thu nhập hàng tháng từ tài sản vượt quá chi tiêu hàng tháng.

## Lời mô tả về hai người cha
Kiyosaki viết trong lời giới thiệu cuốn sách:
"Tôi có hai người cha, một giàu và một nghèo. Một người có học vấn và trí thông minh rất cao; ông ta có bằng Tiến sĩ và hoàn thành bốn năm cao học chỉ mất chưa tới hai năm. Thế rồi ông ta đi tới đại học Stanford, đại học Chicago, và đại học Northwestern để tiếp tục học cao hơn. Người cha kia chưa tốt nghiệp lớp tám
Cả hai người cha đều thành công trong sự nghiệp của họ, làm việc cật lực suốt đời. Song đó là một cuộc đấu tranh về tài chính suốt cả cuộc đời họ. Người cha kia trở thành một trong những người giàu nhất ở Hawaii. Người bỏ ra mười triệu dollar Mỹ cho gia đình, làm từ thiện và cho nhà thờ. Người kia chìm sâu trong nợ nần."

## Những lời trích dẫn
- "Giàu sang thực sự là phần thưởng cho đầu tư và phát triển tài sản."
- "Cách duy nhất để thoát khỏi "vòng chuột" (Rat Race) là chứng tỏ khả năng của bạn trong lĩnh vực kế toán và đầu tư".
- "Tôi đã nói rằng trí thông minh tài chính là sự phối hợp giữa khả năng kế toán, đầu tư, marketing và kiến thức pháp luật. Kết hợp bốn kỹ năng đó thì tiền sẽ kiếm tiền ngày càng dễ hơn ".
- Hầu hết mọi người nghèo vì phải phụ thuộc tài chính hoàn toàn vào người chủ của họ mà không biết tự đầu tư, thế giới đầy những chú gà nhỏ chạy quanh và kêu la "trời sắp sập, trời sắp sập."
- Nhiều thanh niên có thẻ tín dụng trước khi tốt nghiệp, nhưng họ chưa bao giờ có một khóa học về tiền bạc hay làm thế nào để đầu tư nó."

## Các chương sách
- Chương Một - Cha giàu, cha nghèo
- Chương Hai - Người giàu không làm việc vì tiền
- Chương Ba - Tại sao phải học cách đọc báo cáo tài chính
- Chương Bốn - Hình dung về doanh nghiệp của riêng bạn
- Chương Năm - Nguồn gốc của thuế và sức mạnh của tập đoàn
- Chương Sáu - Người giàu đầu tư tiền
- Chương Bảy - Làm việc để học - Đừng làm việc vì tiền
- Chương Tám - Vượt qua trở ngại
- Chương Chín - Bắt đầu
- Chương Mười - Vẫn còn chưa đủ?

## Những lời chỉ trích
Cha giàu, cha nghèo đã bị chỉ trích mãnh liệt vì không có lời khuyên nào cụ thể và có quá nhiều bài học vặt vãnh. Người đọc hết cuốn sách thấy mình có lòng khao khát mãnh liệt và bắt đầu "thoát ra khỏi vòng chuột", để rồi thấy rằng họ chẳng thu được ý tưởng nào để thực hiện điều đó.
Một vài lời khuyên trong cuốn sách dành cho người nghèo thì lại thậm chí nguy hiểm với các nhà đầu tư khác. Ví dụ Kiyosaki tập trung "đầu tư tốt" hơn là đa dạng hóa. Ông cũng hạ thấp tầm quan trọng của ngành giáo dục truyền thống. John T. Reed thẳng thắn phê bình Robert Kiyosaki, Reed cho rằng:" "Cha giàu, cha nghèo" chứa rất nhiều lời khuyên sai lầm, một số còn nguy hiểm và gần như không hề có lời khuyên nào tốt cả". 
Một trong những lý luận của Kiyosaki trong Cha giàu, cha nghèo về thành công của ông bị cường điệu quá mức, bịa đặt hoặc dẫn chứng sai sự thật. Mọi người không biết về "người cha giàu" của ông liệu có tồn tại thật không, bởi lẽ người đàn ông giàu có như vậy, như Kiyosaki mô tả là "người giàu có nhất trên đảo", rất nổi tiếng ở bang Hawaii. Trên tạp chí SmartMoney năm 2006, Kiyosaki phủ nhận tuyên bố trước kia rằng "người cha giàu" của ông có thật: "Harry Potter có thật không? Đương nhiên là không có thật rồi. Vậy thì tại sao không để người cha giàu tồn tại như một huyền thoại, giống như Harry Potter?"
Tuy nhiên, dưới góc nhìn đa chiều, cuốn sách Cha giàu, cha nghèo thực sự là cuốn sách hay, bổ ích và rất đáng để đọc; từ động lực trong cuốn sách và biết cách tiếp cận thông tin giá trị từ nhiều cuốn sách của tác giả khác, người đọc sẽ tìm ra được phương pháp, hướng đi hợp lý và đúng nhất cho mình. Thông tin từ một phía thì thường thiếu chứ không đủ.